# 若生正廣
若生 正廣（わこう まさひろ、1950年9月17日 - 2021年7月27日）は、宮城県出身の元高校野球指導者。実兄はプロ野球選手の若生智男。

## 経歴
東北高校では投手。同期の佐藤政夫との二本柱であった。主将として1968年の宮城大会に臨む。先発を佐藤に任せ、四番打者、一塁手として活躍、決勝で築館高を破り全国選手権出場を決める。しかし1回戦で佐賀工に敗退した。この試合では佐藤をリリーフし、甲子園初登板を果たす。
卒業後は法政大学に進学。1年上に横山晴久、同期に池田信夫と好投手が揃い、あまり登板機会はなかった。社会人野球のチャイルドを経て1987年に埼玉栄高校野球部監督、1993年秋に母校である東北高校野球部監督に就任。1995年に一時退任し、1997年に復帰。その後2001年まで選抜大会には3回出場したものの全て初戦敗退、宮城大会では母校の後輩である佐々木順一朗率いるライバル・仙台育英高校の壁に阻まれ続ける。特に2000年夏には後藤伸也、加藤暁彦、渡辺雅弘、高井雄平と後にプロ入りする選手4人を擁するなど全国屈指の戦力を誇りながら、新チーム結成以降公式戦3戦全てで完封勝ちしていた仙台育英に決勝戦で敗れている。2002年には4回戦で不祥事明けの仙台育英をコールドで破り、甲子園出場は確実と思われたが準々決勝で仙台高校に敗れる。
2003年、ダルビッシュ有投手を擁し、第85回選手権大会に監督として初出場。決勝戦まで駒を進めるが常総学院高校に2‐4で負け惜しくも準優勝であった。翌2004年はダルビッシュら前年夏準優勝メンバーの多くが残り春夏連続で甲子園に出場。優勝候補の筆頭であったが、春は済美高校に、夏は千葉経大附属高校にいずれも9回二死までリードしていながら逆転負けという不本意な結果に終わった。
2004年9月8日に健康上の問題を理由に東北高校監督を退任し同校野球部顧問に就任した。翌2005年8月25日付で東北高校を退職し、教え子が多く九州国際大学に進んでいた縁で、その付属高校でもある九国大付属高校野球部監督への就任が同年8月29日発表された。2007年には靱帯が骨のように固まり両足に痺れや痛みを伴う難病「黄色靭帯骨化症」を発症し、歩行に杖が欠かせない身体となってしまったが、2009年夏に27年ぶりに同校を甲子園出場に導き、3回戦まで進んだ。
2011年春の甲子園は大会直前に宮城の自宅が東日本大震災で被災する不幸に見舞われたが、それに選手が応えるかのように勝ち進み決勝では東海大相模に1-6で敗れたものの準優勝を果たした。
2014年、3年ぶりに第96回選手権大会に出場。同年6月20日に今夏の大会限りで同校の監督を退任することが発表されていた。2015年4月1日からは埼玉栄高等学校に復帰し、監督に就任した。
2019年4月5日に勇退することが同校から発表された。後任には野球部長の山田孝次が就任した。
2021年7月27日、肝臓癌のため死去。70歳没。

## 甲子園での成績
- 東北：出場7回・10勝7敗（春：出場5回・3勝5敗/夏：出場2回・7勝2敗・準優勝1回）
- 九州国際大付：出場4回・6勝4敗（春：出場1回・4勝1敗・準優勝1回/夏：出場3回・2勝3敗）
- 通算：出場11回・16勝11敗・準優勝2回

## 主な教え子

### 埼玉栄高校時代
- 宮﨑颯

### 東北高校時代[4]
- 嶋重宣
- 雄平
- ダルビッシュ有
- 真壁賢守
- 加藤政義
- 後藤伸也

### 九州国際大付属高校時代
- 二保旭
- 河野元貴
- 榎本葵
- 三好匠
- 髙城俊人
- 清水優心

## 著書
- 日本最強右腕の原点（2012年6月、ベースボール・マガジン社、ISBN 978-4583104690）